# おおいた姫島ジオパーク

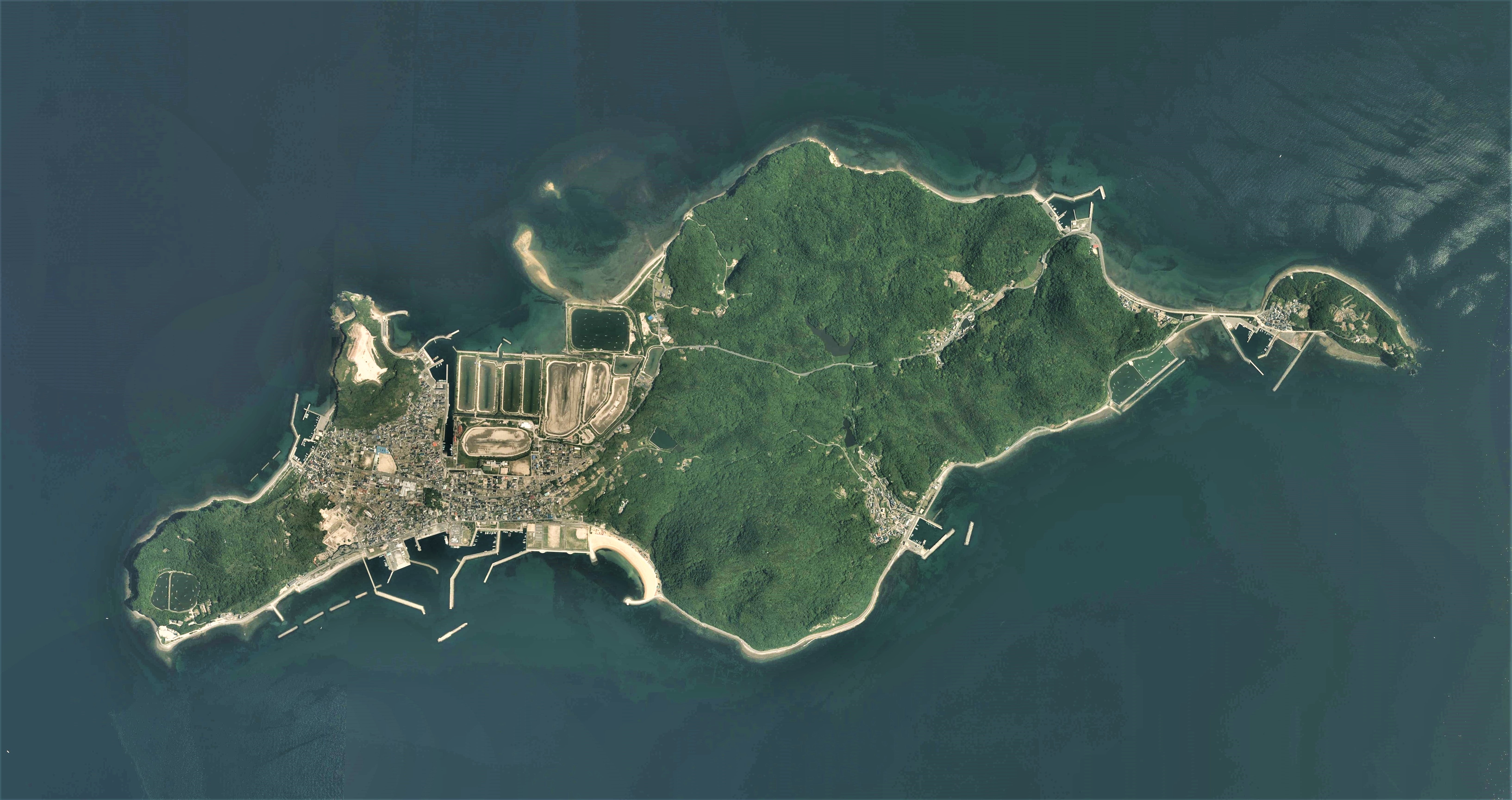
姫島の空中写真（2015年撮影）

おおいた姫島ジオパーク（おおいたひめしまジオパーク）は、大分県東国東郡姫島村の姫島にあるジオパークである。2013年（平成25年）9月24日に日本ジオパークに認定され、日本ジオパークネットワークに加盟した。

## 概要

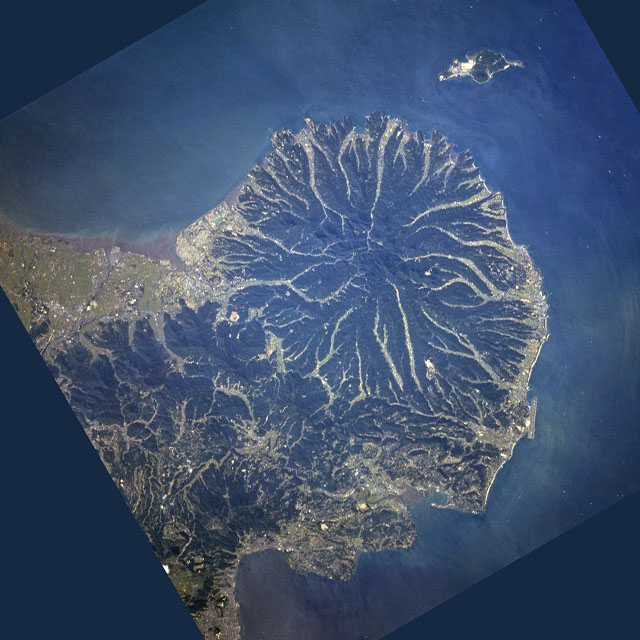
国東半島と姫島（1994年撮影）
アメリカ航空宇宙局

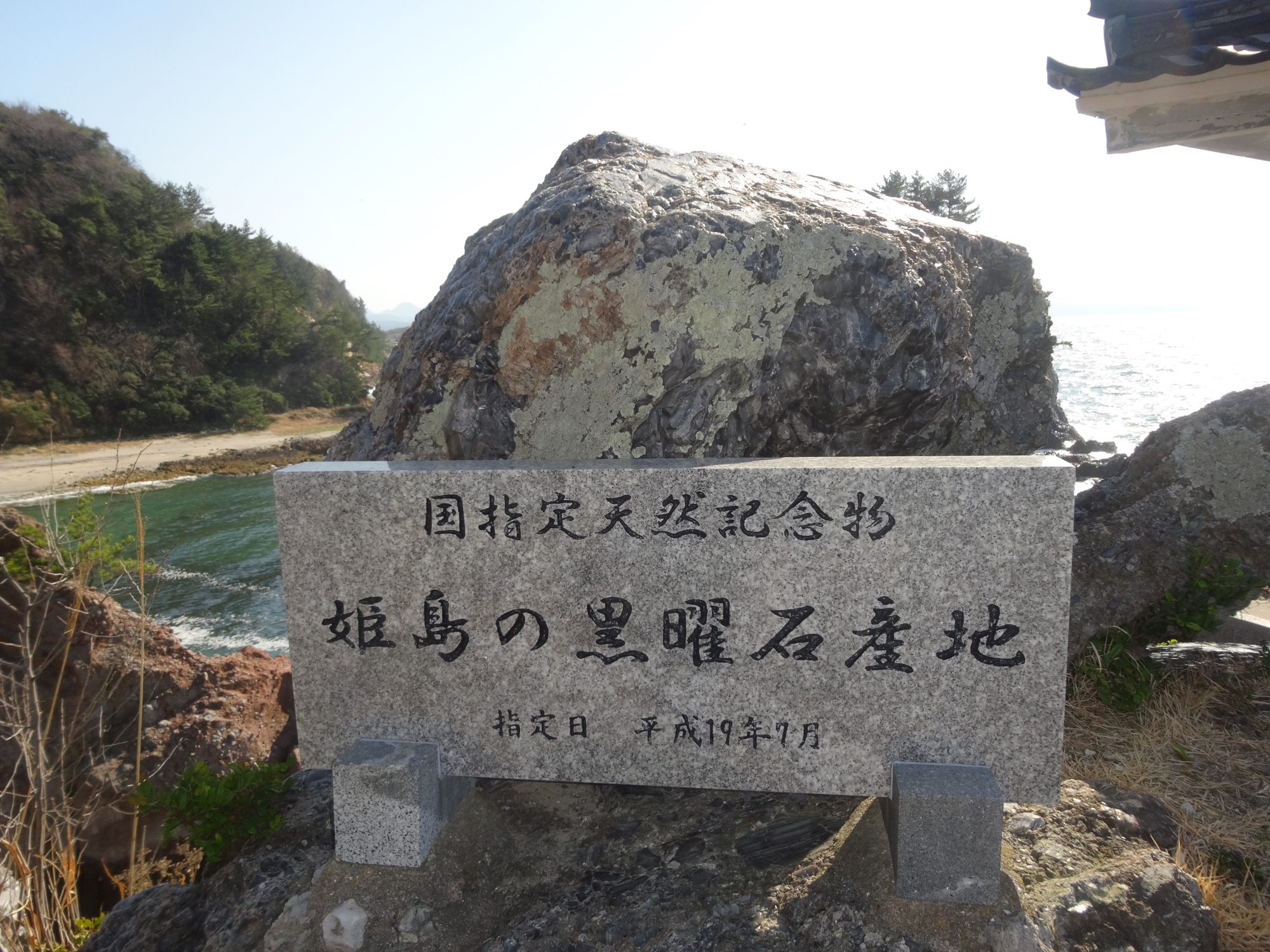
姫島の黒曜石産地

姫島は、大分県北部の国東半島の北東沖に浮かぶ離島である。面積6.79 km2の小島であるが、約30 - 20万年前に7つの火山の噴火活動によって形成された瀬戸内海唯一の第四紀火山であり、多様な地層を有している。

## ジオサイト
- 達磨山火山
- 城山火山
- 浮洲火山
- 金火山
- 稲積火山
- 矢筈岳
- 黒曜石 - 姫島の黒曜石産地として国の天然記念物に指定されている。
- 層内褶曲（コンヴォリュートラミナ） - 大分県の天然記念物に指定されている[4]。
- ナウマンゾウ - 1955年（昭和30年）にナウマンゾウの化石が発見されている。
- 藍鉄鉱 - 大分県の天然記念物に指定されている[4]。
- アサギマダラ - アサギマダラが渡りの途中で立ち寄る休息地である。

## 展示施設
2017年（平成29年）2月に、旧姫島小学校グラウンド内に展示施設「時と自然の希跡ジオパーク天一根（あまのひとつね）」が開館した。木造平屋で、延べ床面積247m2、展示室面積88m2。専門員が常駐する。

### 主な展示物
- 黒曜石 - 姫島産の灰色の黒曜石のほか、北海道白滝産、長野県霧ヶ峰産等の計9種を展示。
- 化石 - 姫島沖の海底で発見されたナウマンゾウやトロゴンテリゾウの化石等を展示。
- 「地理・歴史」、「人の暮らしと営み」、「文化・民俗・伝承」、「生態系」等のコーナーが設けられている。

### 開館日等
- 開館時間 - 9:00 - 17:00
- 休館日 - 年末年始
- 入館料 - 無料